# Fărcașa
Fărcașa è un comune della Romania di 3 968 abitanti, ubicato nel distretto di Maramureș, nella regione storica della Transilvania. 
Il comune è formato dall'unione di 4 villaggi: Buzești, Fărcașa, Sârbi, Tămaia.